# Polepy (Ústí nad Labem)
Polepy é uma comuna checa localizada na região de Ústí nad Labem, distrito de Litoměřice.